# Kvantna mehanika
Kvántna mehánika (tudi kvántna fízika) je fizikalna teorija, ki opisuje obnašanje snovi na majhnih razdaljah. V Sloveniji se izraza kvantna teorija večinoma ne uporablja.

## Uvod
Kvantna mehanika ponuja kvantitativno razlago dveh vrst pojavov, ki jih klasična mehanika in klasična elektrodinamika ne moreta pojasniti:
- Nekatere opazljive fizikalne količine, kot denimo skupna energija črnega telesa, lahko namesto zveznih zavzamejo le nezvezne vrednosti. Pojav je znan kot kvantizacija, najmanjši korak med stanji pa je kvant. Velikost kvanta je praviloma odvisna od opazovanega sistema.
- Pod določenimi pogoji se mikroskopski delci, kot so atomi ali elektroni, obnašajo kot valovanje; opazimo lahko denimo interferenco. Pod drugimi pogoji pa se isti delci obnašajo kot klasični »delci«, torej točkasta telesa omejena na določen del prostora; opazimo lahko denimo sipanje. Ta pojav je znan kot valovno-delčna dvojnost.

Osnove kvantne mehanike so postavili v prvi polovici 20. stoletja fiziki, kot so Niels Henrik David Bohr, Werner Karl Heisenberg, Erwin Schrödinger, Vladimir Aleksandrovič Fok, Paul Adrien Maurice Dirac, Albert Einstein in drugi. Nekatere osnovne vidike teorije še vedno dejavno raziskujejo, po drugi strani pa izsledke kvantne mehanike že dolgo uporabljajo številne veje fizike in kemije, med njimi fizika kondenzirane snovi, kvantna kemija in fizika osnovnih delcev.

## Opis teorije
Kvantna mehanika opisuje trenutno stanje sistema z valovno funkcijo, s katero je povezana verjetnostna gostota vseh merljivih značilnosti ali opazljivk. Opazljivke sistema so lahko energija, lega, gibalna količina, vrtilna količina ipd. V kvantni mehaniki opazljivkam ne moremo pripisati določenih vrednosti, ampak lahko sklepamo le o njihovih verjetnostnih porazdelitvah. Valovno obnašanje snovi lahko pojasnimo z interferenco valovnih funkcij.
Valovne funkcije so lahko odvisne od časa. V nekem trenutku lahko denimo delec v praznem prostoru opišemo z valovno funkcijo, ki je valovni paket s središčem v neki povprečni legi. V nekem poznejšem času se valovni paket spremeni, s tem pa je tudi večja verjetnost, da delec najdemo na nekem drugem mestu. Časovni razvoj valovnih funkcij opisuje Schrödingerjeva enačba.
Nekatere valovne funkcije opisujejo verjetnostne gostote, ki se s časom ne spreminjajo. Mednje sodijo tudi mnogi sistemi, ki bi jih v klasični mehaniki obravnavali dinamično. Zgled je elektron v nevzbujenem atomu, ki ga klasično opisujemo kot delec, ki kroži okoli atomskega jedra, v kvantni mehaniki pa ga opišemo s statičnim krogelno simetričnim oblakom verjetnostne gostote, v katerem središču je atomsko jedro.
Z merjenjem določene opazljivke sistema vedno zmotimo valovno funkcijo, tako da ta zavzame eno od tako imenovanih lastnih stanj te opazljivke. Verjetnost za posamezno lastno stanje določa stanje valovne funkcije, tik preden smo jo zmotili. Za zgled si oglejmo delec, ki se giblje v praznem prostoru. Če izmerimo lego delca, bomo dobili neko naključno vrednost x. V splošnem njene natančne vrednosti ne moremo napovedati vnaprej, je pa verjetneje, da bomo izmerili vrednost blizu središča valovnega paketa, kjer je amplituda verjetnostne gostote večja. V trenutku, ko meritev izvedemo, pa se valovna funkcija »sesede« v lastno stanje, ki je ostro nakopičeno okrog izmerjene vrednosti x.
Med samim procesom sesedanja valovne funkcije za slednjo ne velja Schrödingerjeva enačba. Ta je deterministična v smislu, da za valovno funkcijo v nekem trenutku povsem natančno napoveduje njeno vrednost v nekem poznejšem času. Med meritvijo pa je lastno stanje, v katero se sesede valovna funkcija, določeno verjetnostno in ne deterministično. Verjetnostna narava kvantne mehanike tako izhaja iz samega dejanja merjenja.
Ena od posledic sesedanja valovnih funkcij je ta, da se določenih parov opazljivk, kot sta denimo lega in gibalna količina, ne da obenem določiti s poljubno točnostjo. To je znano kot Heisenbergovo načelo nedoločenosti.
Kvantna mehanika je Heisenbergova zasluga, ki je leta 1927 postavil svoje temeljno načelo nedoločenosti. Načelo pravi, da nobenemu nebesnemu, atomskemu ali podatomskemu telesu ne moremo istočasno z enako stopnjo natančnosti določiti lego in hitrost v prostoru. Einstein je kvantno mehaniko zavračal, saj je menil, »da Bog ne kocka«. S tem je poudaril svoje prepričanje, da naj Bog pač ne bi prepuščal, da bi se stvari odvijale zgolj naključno. Angleški teorijski fizik Stephen Hawking, ki je trpel zaradi bolezni gibalnih nevronov, zaradi česar je bil močno ohromljen, je ugotovil, da črne luknje v bistvu »izhlapevajo«. Za vrednost »izhlapevanja« je s pomočjo fizikalnih modelov določil vrednost 1060 let; to je število s 60-imi ničlami, kar je veliko več od starosti Vesolja in jasno določenih starosti najstarejših zvezd (med 12 do 15 milijardami let). Hawking je ugotovil, kakor se je izrazil v svoji zbirki esejev Kratka zgodovina časa, in v zbirki Črne luknje in otroška vesolja, »... Bog ne samo, da rad kocka, ampak vrže kocko tudi tja, kjer je mi ne moremo več zaznati ...« Naključja so prav glavna domena te zanimive teorije, ki je kot protiutež delovala splošni in posebni teoriji relativnosti. Ker so imeli fiziki in drugi znanstveniki veliko težav, ko so poskušali iznajti teorijo vsega in jim to do sedaj še ni uspelo. Ta teorija naj bi združila vse v eni preprosti fizikalni enačbi, ki bi bila prilagodljiva, in bi se jo dalo uporabiti povsod in bi dala odgovore na vsa znana vprašanja. Združila naj bi tudi vse štiri glavne fizikalne sile.

## Primeri uporabe

### Prost delec
Vzemimo za primer prost delec. V kvantni mehaniki obstaja dualizem valovanje-delec, tako da lahko značilnosti delca opišemo kot značilnosti valovanja.Njegovo kvantno stanje lahko tako opišemo kot val poljubne oblike, ki se širi po prostoru kot valovna funkcija. Lega in gibalna količina sta pri tem opazljivki. Princip nedoločenosti pravi, da lege in gibalne količine ni mogoče hkrati izmeriti popolnoma natančno. Merimo pa lahko lego (samo) gibajočega prostega delca, pri čemer dobimo lastno stanje lege za valovno funkcijo, ki je zelo visoka (Diracova funkcija delta) za konkretno lego x, in nič povsod drugje. Če za tako valovno funkcijo izmerimo lego vala, bo rezultat meritve x imel verjetnost 100% (tj. v celoti točen). Gre za tako imenovano lastno stanje lege. Za delec, ki je v lastnem stanju za lego, je gibalna količina popolnoma neznana. Velja tudi obratno: za delec v lastnem stanju za gibalno količino ni mogoče določiti njegove lege.
Za lastno stanje delca v obliki enostavnega vala je mogoče dokazati, da je njegova valovna dolžina enaka h/p, kjer je h Planckova konstanta in p gibalna količina za lastno stanje.

### Stopnica v potencialu
Potencial v tem primeru je:
{\displaystyle V(x)={\begin{cases}0,&x<0,\\V_{0},&x\geq 0.\end{cases}}}
Rešitve so superpozicije valov, ki se gibljejo na levo in na desno: 
{\displaystyle \psi _{1}(x)={\frac {1}{\sqrt {k_{1}}}}\left(A_{\rightarrow }e^{ik_{1}x}+A_{\leftarrow }e^{-ik_{1}x}\right)\quad x<0}
{\displaystyle \psi _{2}(x)={\frac {1}{\sqrt {k_{2}}}}\left(B_{\rightarrow }e^{ik_{2}x}+B_{\leftarrow }e^{-ik_{2}x}\right)\quad x>0}
kjer so valovni vektorji odvisni od energije kot sledi: 
{\displaystyle k_{1}={\sqrt {2mE/\hbar ^{2}}}}, in
{\displaystyle k_{2}={\sqrt {2m(E-V_{0})/\hbar ^{2}}}}
pri čemer koeficienta A in B določajo mejni pogoji in pa pogoj zveznosti za rešitev.
Vsak člen v rešitvi je mogoče razumeti kot vpadni, odbojni in prepuščeni del vala, kar omogoča izračun prepustnega in odbojnega koeficienta. Zanimivo: v nasprotju s klasično mehaniko se vpadni delci z energijami nad potencialom stopnice delno odbijajo. 

### Pravokotna potencialna bariera
To je model za kvantno tuneliranje, ki igra veliko vlogo v številnih modernih tehnologijah, kot je na primer flash spomin rasterska mikroskopija s tuneliranjem. Kvantno tuneliranje igra osrednjo vlogo pri fizikalnih fenomenih okoli super rešetk.

### Delec v škatli
Delec v enodimenzionalnem vodnjaku je matematično najbolj preprost primer, kjer omejitve v legi delca privedejo do kvantizacije ravni energije. Škatla ima potencial = 0 znotraj določenega področja in neskončen potencial  povsod zunaj tega intervala.
Za enodimenzionalni delec v smeri {\displaystyle x} je mogoče napisati časovno odvisno Schrödingerjevo enačbo
{\displaystyle -{\frac {\hbar ^{2}}{2m}}{\frac {d^{2}\psi }{dx^{2}}}=E\psi .}
Kjer je diferencialni operator definiran kot
{\displaystyle {\hat {p}}_{x}=-i\hbar {\frac {d}{dx}}}
Gornja enačba spominja na izraz za kinetično energijo trdih teles iz klasične mehanike,
{\displaystyle {\frac {1}{2m}}{\hat {p}}_{x}^{2}=E,}
kjer ima stanje {\displaystyle \psi } v tem primeru energijo {\displaystyle E}, analogno kinetični energiji delca
Splošne rešitve Schrödingerjeve enačbe za delec v vodnjaku so 
{\displaystyle \psi (x)=Ae^{ikx}+Be^{-ikx}\qquad \qquad E={\frac {\hbar ^{2}k^{2}}{2m}}}
ali s pomočjo Eulerjeve formule,
{\displaystyle \psi (x)=C\sin kx+D\cos kx.\!}
Stene vodnjaka z neskončnim potencialom določajo parametre C, D, in k pri x = 0 in x = L, pri čemer mora ψ biti nič. Sledi da je x = 0,
{\displaystyle \psi (0)=0=C\sin 0+D\cos 0=D\!}
inD = 0. Pri x = L,
{\displaystyle \psi (L)=0=C\sin kL.\!}
kjer C ne more biti nič, ker bi bilo v nasprotju z Bornovo interpretacijo.  Ker  sin(kL) = 0,  morakL biti celoštevični zmnožek π,
{\displaystyle k={\frac {n\pi }{L}}\qquad \qquad n=1,2,3,\ldots .}
Kvantizacija energetski ravni sledi iz omejitve za k, ker
{\displaystyle E={\frac {\hbar ^{2}\pi ^{2}n^{2}}{2mL^{2}}}={\frac {n^{2}h^{2}}{8mL^{2}}}.}

### Vodnjak s končnim potencialom
Prejšnji primer je mogoče posplošiti na vodnjake, ki imajo končno globino.
Problem postane bolj zapleten, saj valovna funkcija ni enaka nič na stenah vodnjaka. Namesto tega mora valovna funkcija zadovoljiti bolj zapletene robne pogoje, glede na to, da je različna od nič tudi izven vodnjaka.

### Harmonični oscilator
Kot v klasičnem primeru je potencial za kvantni harmonični oscilator podan z   
{\displaystyle V(x)={\frac {1}{2}}m\omega ^{2}x^{2}}
Problem je mogoče rešiti neposredno, če se reši Schrödingerjeva enačba, kar ni trivialno, ali pa si pomagamo z bolj elegantno "metodo lestve", ki jo je prvi predlagal Paul Dirac. Lastna stanja so dana z:
{\displaystyle \psi _{n}(x)={\sqrt {\frac {1}{2^{n}\,n!}}}\cdot \left({\frac {m\omega }{\pi \hbar }}\right)^{1/4}\cdot e^{-{\frac {m\omega x^{2}}{2\hbar }}}\cdot H_{n}\left({\sqrt {\frac {m\omega }{\hbar }}}x\right),\qquad n=0,1,2,\ldots .}
kjer so Hn Hermiteovi polinomi,
{\displaystyle H_{n}(x)=(-1)^{n}e^{x^{2}}{\frac {d^{n}}{dx^{n}}}\left(e^{-x^{2}}\right)}
in ustrezna stanja energije so
{\displaystyle E_{n}=\hbar \omega \left(n+{1 \over 2}\right)}.
En primer več za kvantizacije energetski ravni v kvantni mehaniki.

## Zgodovina
1. ↑  Davies, P. C. W.; Betts, David S. (1984). Quantum Mechanics, Second edition. Chapman and Hall. str. 79. ISBN 0-7487-4446-0., Chapter 6, p. 79
2. ↑  Baofu, Peter (31. december 2007). The Future of Complexity: Conceiving a Better Way to Understand Order and Chaos. ISBN 9789812708991. Pridobljeno 18. avgusta 2012.
3. ↑  Derivation of particle in a box, chemistry.tidalswan.com Arhivirano 2007-03-30 na Wayback Machine.